# Diplodocoidea
Diplodocoidea byla nadčeleď sauropodních dinosaurů, kam řadíme jedny z největších terestrických živočichů všech dob (například rody Diplodocus, Apatosaurus nebo Amphicoelias). Barosaurus mohl patřit k rekordně velkým sauropodům, jak ukázal objev obřího obratle z Utahu. Jméno této skupině dal známý a populární rod Diplodocus.

## Popis
Většinou se jednalo o štíhle stavěné typy sauropodů s velmi dlouhým krkem a ocasem. Výjimkou je však čeleď Dicraeosauridae, u které se zřejmě jako adaptace na spásání nízké vegetace vyvinul relativně krátký krk (např. rod Brachytrachelopan). Některé rody (například Supersaurus nebo Brontosaurus) byly poměrně masivně stavěnými tvory s délkou přes 30 metrů a hmotností v řádů desítek tun. "Seismosaurus" hallorum, dnes známý jako Diplodocus hallorum, dosahoval délky asi kolem 32 metrů, ačkoliv původní odhady mu kladly dokonce délku 39 až 52 metrů. Druh Supersaurus vivianae mohl být podle novějších zjištění dlouhý asi 39 až 42 metrů, což by z něho patrně činilo nejdelšího dosud známého obratlovce vůbec.
Charakteristické byly enormně dlouhé ocasy těchto sauropodů, tvořené 70 až 80 obratli, které mohly být dlouhé i výrazně přes 10 metrů. Podle jedné z novějších teorií mohly ocasy diplodokidních sauropodů sloužit jako pomůcka pro komunikaci a udržování kontaktu v průběhu krmení i pohybů stáda (které tak bylo kompaktnější a celkově rychlejší, resp. pohybově efektivnější). Podle výsledků odborné práce, publikované na konci roku 2022, však ani konce ocasů diplodokoidů nedosahovaly zdaleka potřebné rychlosti pro "nadzvukový třesk" (který byl předpokládán dříve). Jejich maximální rychlost činila přibližně kolem 30 m/s neboli asi 108 km/h.
Zástupci této skupiny byli značně rozšíření, jejich fosilie známe z území Severní Ameriky, Jižní Ameriky, Afriky, Evropy i Asie. Zkameněliny zástupců tohoto kladu byly objeveny také v sedimentech z období střední jury na území Mexika.
U fosilie diplodokida (s nejistým systematickým zařazením a stářím kolem 145 milionů let) s přezdívkou "Dolly" byla zjištěna pravděpodobná infekce respiračního aparátu v podobě kostních dutin pro někdejší vzdušné vaky, které sauropodům pomáhaly s dýcháním.

## Klasifikace

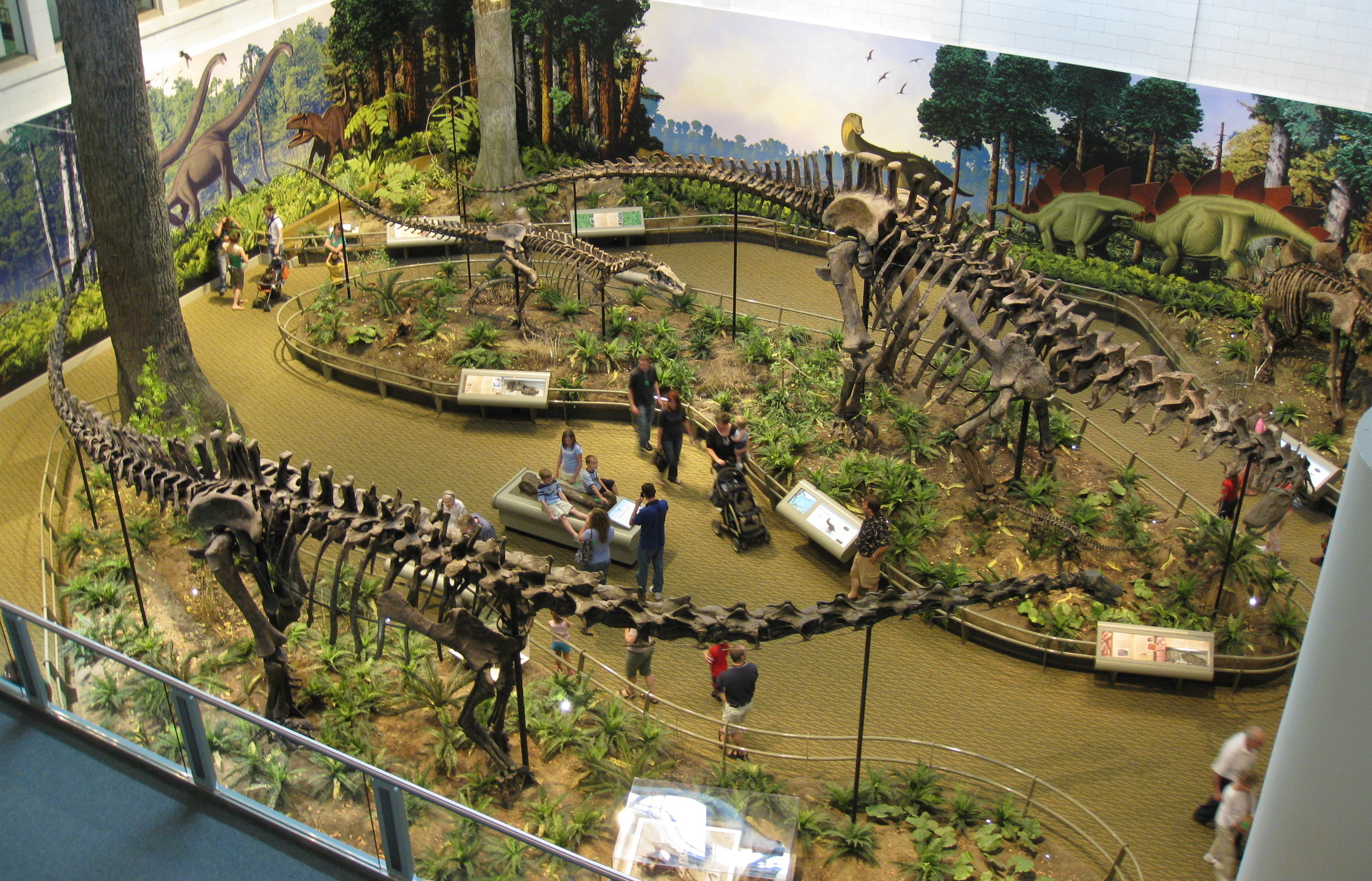
Kostry dvou diplodokoidních sauropodů - apatosaura a diplodoka.

Infrařád Sauropoda

- Nadčeleď Diplodocoidea
  - Amazonsaurus
  - Rebbachisauroidea
    - Histriasaurus
    - Čeleď Rebbachisauridae
      - Cathartesaura
      - Dzharatitanis
      - Lavocatisaurus
      - Limaysaurus
      -  ?Maarapunisaurus[12]
      - Nigersaurus
      - Nopcsaspondylus
      - Rayososaurus
      - Rebbachisaurus

  - Flagellicaudata
    - Čeleď Dicraeosauridae
      - Dyslocosaurus
      - Amargasaurus
      - Brachytrachelopan
      - Dicraeosaurus
      - Lingwulong
      - Bajadasaurus
      - Pilmatueia
      - Suuwassea

    - Čeleď Diplodocidae
      -  ?Amphicoelias
      - Cetiosauriscus
      - Dinheirosaurus
      - Podčeleď Apatosaurinae
        - Apatosaurus
        - Eobrontosaurus
        - Supersaurus
        - Brontosaurus

      - Podčeleď Diplodocinae
        - Ardetosaurus
        - Galeamopus
        - Barosaurus
        - Diplodocus